# Mnogo šuma iz ničego
Mnogo šuma iz ničego (Много шума из ничего) è un film del 1973 diretto da Samson Iosifovič Samsonov.

## Trama
Il film è ambientato in Italia, nel Rinascimento. Parla di un giovane nobile fiorentino che è appassionatamente innamorato della figlia del governatore, il puro, giovane Eroe, ma gli intrighi di uno dei cortigiani impediscono ai giovani di unirsi.